# Valeska Suratt

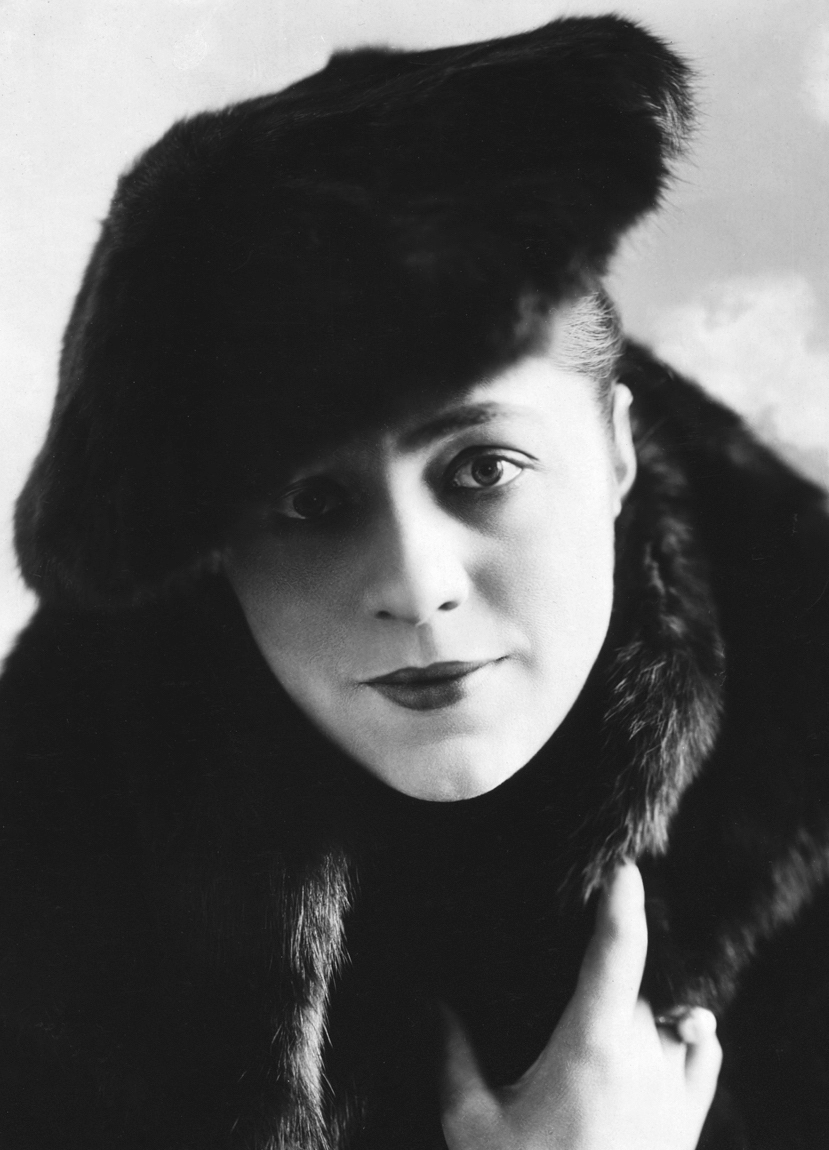
Valeska Suratt (ca. 1917)

Valeska Suratt (* 28. Juni 1882 in Terre Haute, Indiana als Valeska Surratt; † 2. Juli 1962 in Washington, D.C.) war eine US-amerikanische Schauspielerin. Sie trat zunächst am Theater und auf Vaudeville-Bühnen auf, bevor sie in den 1910er Jahren auch in Stummfilmen besetzt wurde. Die Kopien aller Filme, in denen sie mitwirkte, wurden beim Filmlager-Brand in den 20th Century Fox Studios 1937 zerstört.

## Leben
Valeska Surratt wurde 1882 als Tochter des Schmieds Ralph Surratt und dessen Frau Anna geboren. Sie wuchs in ärmlichen Verhältnissen auf. Später arbeitete sie mit ihrer Schwester Lea in einem Hutladen im Deming Hotel in Terre Haute, in dem sie selbst Hüte für ihre Kundinnen kreierte. Mit 17 Jahren zog sie nach Indianapolis, wo sie in der Hutmacherei des Kaufhauses Block’s arbeitete. Vier Jahre später lebte sie in Chicago und absolvierte dort eine Stimm- und Schauspielausbildung.
Vermutlich nach einem Lotteriegewinn ihrer Schwester hatte sie genug Geld, um ab 1903 oder 1904 eine Schauspielkarriere in New York City beginnen zu können. Aus unbekannten Gründen entfernte sie aus ihrem Familiennamen ein „r“ und trat fortan als Valeska Suratt am Theater und in Vaudeville-Produktionen auf. Später ging sie mit ihrer eigenen Theatergruppe auf Tournee. Suratt selbst gab zu, dass sie keine besonders gute Schauspielerin, Tänzerin oder Sängerin war, sondern ihren Erfolg vor allem ihrem Aussehen, ihrem modernen Kleidungsstil und ihrer Präsenz verdankte. Sie verdiente ihr Geld auch mit einer breit verlegten Kolumne zu Schönheits-Tipps und eigenen Kosmetik-Produkten und gehörte zur damaligen Zeit zu den bestbezahlten Unterhaltungskünstlern der Welt.
Ab dem Jahr 1915 trat Suratt auch in Stummfilmproduktionen der Fox Film Corporation unter Regisseuren wie Herbert Brenon, George Melford, Will S. Davis, Kenean Buel, William Nigh, Roland West und Carl Harbaugh auf. Ihr gesamtes schauspielerisches Schaffen wurde 1937 beim Filmlager-Brand in den 20th Century Fox Studios vernichtet. Alle ihre Filme gelten seither als verschollen.
Zwischen 1917 und 1924 trat Suratt wieder verstärkt auf der Bühne auf. 1925 fand sie ein Reporter in einem privaten Krankenhaus, wo sie Kinder betreute und ihnen Geschichten erzählte. Später wandte sie sich religiösen und mystischen Themen zu. Sie plante eine Rückkehr ins Filmgeschäft. 1928 verklagte sie jedoch Cecil B. DeMille, der angeblich die Idee zum Film König der Könige von ihr gestohlen habe. Die Klage wurde 1930 abgewiesen und Suratt auf eine Schwarze Liste gesetzt, was ihre Filmkarriere endgültig beendete.
Später lebte sie unter anderem im Haus der Komikerin Fanny Brice und lernte den Politiker Lewis Stuyvesant Chanler und den Bahai Mirza Ahmad Sohrab kennen, der sie mit dem Bahaitum bekannt machte. Gemeinsam mit Sohrab verfasste sie ein Drehbuch über Maria Magdalena.
Anfang der 1930er Jahre zog sie sich komplett aus dem öffentlichen Leben zurück und starb 1962 vier Tage nach ihrem 80. Geburtstag verarmt in Washington, D.C. Sie wurde im Highland Lawn Cemetery ihrer Geburtsstadt Terre Haute beigesetzt.
Suratt war zweimal verheiratet. Ihre erste Ehe mit dem Vaudeville-Künstler Billy Gould hielt von 1904 bis 1910. Kurz darauf heiratete sie den Schauspieler Fletcher Norton, vermutlich um sich an ihrem damaligen Lebenspartner Richard Mackey zu rächen. Bereits im Dezember 1911 erhielt Norton vor einem New Yorker Gericht ein Scheidungsurteil. Das getrennt lebende Paar unterzeichnete die notwendigen Papiere jedoch anscheinend nicht, so dass beide rechtlich bis zu Nortons Tod 1941 verheiratet blieben.

## Theatrografie
- 1906–1907: The Belle of Mayfair (Daly’s Theatre, New York City)
- 1907: Hip! Hip! Hooray! (Weber’s Music Hall, New York City)
- 1910: The Girl with the Whooping Cough (New York Theatre, New York City)
- 1911: The Red Rose (Globe Theatre und Grand Opera House, New York City)
- 1922: Spice of 1922 (Winter Garden Theatre, New York City)

## Filmografie
- 1915: The Soul of Broadway
- 1915: The Immigrant
- 1916: The Straight Way
- 1916: Jealousy
- 1916: The Victim
- 1917: The New York Peacock
- 1917: She
- 1917: The Slave
- 1917: The Siren
- 1917: Wife Number Two
- 1917: A Rich Man’s Plaything